# زیک استین
زیک استین (به انگلیسی: Zeke Stane) (آهنچی و مرد آهنی ۲) یک شخصیت تخیلی و ابرتبه‌کارانه در کتاب‌های کامیک می‌باشد. این کاراکتر به دست مت فرکشن و بری کیتسون خلق شده و در نظم شماره ۸ام (آوریل ۲۰۰۸) معرفی شد.
وی همچنین عضو گروه‌های خلافکارانه‌ای چون باشگاه آتش جهنم است.
جدا از کتاب‌های کامیک، شرکت مارول از زیک استین در دیگر کالاهای خود از جمله پوشاک، اسباب‌بازی، ورق بازی، انیمیشن‌های تلویزیونی و بازی‌های رایانه‌ای استفاده کرده است.
زیک پسر عوبادیا استین و دشمن خونی مرد آهنی است.